# World in Sound
World in Sound ist ein Musiklabel aus Schwetzingen (Baden-Württemberg, Deutschland), das sich auf die Genres Psychedelic Rock, Progressive Rock, Hard’n’Heavy, Blues und Garage Rock spezialisiert hat. Dabei fokussiert sich das Label in seiner Arbeit auf die Veröffentlichung und Wiederveröffentlichung von Liedern aus dem Zeitraum zwischen 1966 und 1978.

## Arbeit
Seit der Gründung des Labels im Jahr 1999 verfolgt es das Ziel, Bands und Lieder, die ihren kreativen Ursprung in den Jugendbewegungen des sogenannten „Summer of Love“ haben, in Zusammenarbeit mit den Bands neu zu präsentieren. Dabei veröffentlicht es auch alte Lieder aus dieser Zeit, die davor noch nie veröffentlicht wurden. Im Jahr 2006 begann das Label junge Bands zu verpflichten, um sie international zu etablieren.

## Musiker (Auswahl)
Folgende Bands und Musiker stehen bei World in Sound unter Vertrag:
- Buddha Sentenza
- Coogans Bluff
- Doctor Cyclops
- Dunst
- El Cuy
- Embryo
- La Garua
- GR & Full-Blown Expansion
- Gunslingers
- IH8 Camera
- Karmic Society
- Kirblinsinek
- La Ira De Dios
- Living Room
- Oblivious
- Obskuria
- Orcus Chylde
- Postures
- Prisma Circus
- Samsara Blues Experiment
- Saturna
- Serpentina Satelite
- Spaceship Landing
- Sun and the Wolf
- The Flyging Eyes
- The Illiad
- The Lone Crows
- The Machine
- The Rising Sun Experience
- The Shivas
- To Get Her Together
- Treacle People
- V.A. Trip in Time
- Vvlva
- Imaad Wasif